# Antórides
Antórides foi um pintor da Grécia Antiga. Ele era contemporâneo de Eufránor e, como ele, aluno de Aristo. Ele viveu por volta de 340 a.C.